# Эффект Новой Земли
Эффект Новой Земли — одна из трёх арктических оптических иллюзий (две другие — хиллингар и хафгердингар), связанных с преломлением солнечного света в слоях воздуха разной температуры. Наблюдается как в Арктике, так и в Антарктике.
Эффект состоит в том, что кажущийся восход Солнца происходит до его реального (астрономического) восхода, то есть Солнце появляется на горизонте ранее, чем должно появиться, исходя из астрономических вычислений. В зависимости от метеорологических условий, Солнце может выглядеть как линия или как четырёхугольник.

## Причина эффекта Новой Земли
Причина эффекта Новой Земли состоит в многократном отражении солнечных лучей от границы  инверсионного слоя в атмосфере. При тихой и ясной погоде образуется слой тёплого воздуха над приземным холодным. Граница этих двух слоёв становится «зеркалом», от которого, отражаясь многократно, лучи солнечного света достигают территории полярной ночи. Для события, записанного в дневнике де Вейра дважды, Солнце в те дни находилось на 4 градуса ниже линии горизонта. Заметный эффект достигается, когда значителен градиент температуры и протяжённость инверсионного слоя по горизонтали не менее 400 км.

## Открытие и описание эффекта
Название эффекта происходит из-за того, что его впервые наблюдали участники экспедиции Баренца на Новой Земле 24 января 1597 года. Геррит де Веер и Якоб ван Хемскерк наблюдали диск Солнца, хотя на этой широте ещё две недели, согласно законам астрономии, должна была продолжаться Полярная ночь. Геррит де Веер описал увиденное в своём дневнике. После того, как он вернулся в Нидерланды, его дневник был издан и получил широкую известность. Но учёные сочли сначала ошибкой, а потом сознательной ложью, сообщение о появлении Солнца, которое на тот день оставалось за горизонтом, считая что экспедиция либо потеряла счёт дням, либо использовала юлианский календарь вместо введённого в 1582 году григорианского. Иоганн Кеплер в 1604 году правильно предположил, что голландцы видели не Солнце, а его отражение:

Таким же образом, как в стекле лучи отражаются от верхней поверхности, хотя и не ограниченной, также могут отражаться в воздухе от его верхней поверхности, чтобы голландцам на Новой Земле вместо Солнца мог видеться его призрак.
Оригинальный текст (лат.)Eo igitur modo, quo radii in vitro repercutiuntur à superiore superficie, quamuis non terminata, repercuti etiam possunt in aere ab eius suprema superficie, ut pro Sole idolum eius in noua Zembla à Batauis videri potuerit
.

Подобное зрелище наблюдали в 1915 году участники экспедиции Шеклтона в Антарктиде. Понадобилось 400 лет, чтобы это явление получило научное объяснение и было признано учёными, а честное имя Геррита де Веера было восстановлено. Произошло это в конце XX века. После этого следы эффекта нашли в записях наблюдений Иоганна Кеплера 1604 года.

## В культуре
Эффект Новой Земли показан в голландском фильме режиссера Рейну Урлеманса «Новая Земля» («Nova Zembla», 2011 год), где он ошибочно показан, как произошедший 12 мая.